# 冴羽商事
有限公司冴羽商事（日语：有限会社冴羽商事）是一家位於日本東京都豐島區北大塚的聲優經紀公司。

## 概要
由聲優神谷明代表設立。作為公司的名稱成立時是用自身聲演動畫《城市獵人》主角羽獠的姓氏「冴羽」。
該公司的業務除了所屬聲優的經營管理之外，還有進行戶外活動和演奏會的演出，以及各種媒體作品的製作。

## 所屬聲優

### 男性
- 神谷明（創立人、代表董事社長）[1]

### 女性
- 井上香織
- 古川貴子

## 過往所屬聲優
- 榎本充希子（日语：榎本充希子）（自由職業）
- 高野慎平（日语：高野慎平）

## 外部連結
- 有限公司羽商事 （页面存档备份，存于）官方網站 （日語）